# مغل‌آباد
مغل‌آباد (به انگلیسی: Mughalabad) یک روستا در پاکستان است که در ناحیه جهلم واقع شده‌است.